# Zuster Rumolda
Zuster Rumolda (Zondereigen, 3 maart 1886 - Herentals, 13 maart 1948), geboren als Maria Van Beek, was een Vlaamse rooms-katholieke mystica en gestigmatiseerde. Zij leefde in het Franciscanessenklooster te Herentals, waar mensen haar ook wel "het heilig nonneke" noemden.
Zuster Rumolda was voor een groot deel van haar leven bedlegerig, en leed erg onder haar religieuze visioenen en extase. Vanaf 1922 vertoonde zij de kruiswonden van Christus.

## Levensloop

### Jonge jaren
Maria Van Beek werd geboren in Zondereigen als dochter van Cornelis Van Beek en Angelina Meyvis. Haar broer Valeriaan en haar zus Hyancintha stapten voor haar al het religieuze leven in.
Op zeventienjarige leeftijd sprak Maria ook de wens uit in te treden in een klooster. Zij werd echter geacht thuis te blijven om te helpen op de boerderij en later, wanneer haar schoonzuster stierf en zes kinderen achterliet, leek het voor Rumolda nog moeilijker het kloosterleven in te gaan. Haar broer Alfons was echter een diep religieus man en liet haar naar het klooster gaan.

### Intrede
Wanneer Maria 33 jaar was trad ze in bij het Klooster van de Zusters Franciscanessen te Herentals. Op 1 juli 1920 werd ze ingekleed. Een jaar later legde ze haar kloostergeloften af. Rumolda was belast met het onderhoud van de stallen en de tuin.

### Stigmata
Vanaf juni 1922 voelde ze zich zowel lichamelijk als geestelijk gekweld door de duivel. Een paar maanden later, in oktober 1922, kreeg ze een visioen van het Heilig Hart, waarin haar werd beloofd dat haar lijden andere zielen ten goede zou komen.
In 1922 begon zuster Rumolda groeiende pijnen te voelen in de handen, voeten en zij-streek. Op 18 november 1922 vertoonde zij de volledige stigmata. Op hetzelfde moment vertoonde haar ring de inscriptie J.U.B. (Jezus Uw Bruidegom). Omdat zij in december dat jaar op missie naar Congo wou vertrekken, hield zij de wonden verborgen onder haar handschoenen. Na de ontdekking van de wonden werd haar verboden op missie te vertrekken. In de daaropvolgende kerstnacht kreeg zij een visioen waarin haar Maria met het kind Jezus verscheen.
Zuster Rumolda's leven bleeft bezaaid met allerhande mystieke ervaringen. Haar wonden vertoonden regelmatig bloed, en op de bloeddoeken verschenen patronen zoals een kruis of het Heilig Hart. Ze had moeite met eten en slapen, en gaf vaak bloed over. Het lijden kwam en ging, gelijklopend met hoogdagen in de rooms-katholieke kerk. Op Goede Vrijdag kwam haar lijden bijvoorbeeld ieder jaar tot een hoogtepunt. Ze bleef tot haar dood in het klooster te Herentals.
Het nieuws van de zuster wekte veel belangstelling op, zo werd gezegd dat Vlaanderen "een Theresia Neumann" had, dat uit alle hoeken van het land nieuwsgierigen toestroomden en er fantastische verhalen de ronde deden. Kardinaal Mercier verbood de katholieke kranten iets te schrijven over de zuster, zolang de bevoegde overheden geen uitspraak gedaan hadden over de geloofwaardigheid van de wonden. Enkel geestelijken met een speciale toestemming van het bisdom werden toegelaten bij zuster Rumolda, maar ze kreeg ook bezoek buiten die toestemmingen om. Men had haar lief, en zij werd verzorgd en vertroeteld als "de" Zuster-Franciscanes van de Kempen.

### Scepsis
Vanuit de rooms-katholieke kerk zijn er tijdens haar leven verschillende onderzoeken gedaan naar Rumolda's mystieke ervaringen en wonden. Er bestond scepticisme tegenover de bloedingen en de aanrakingen die zij met Maria zou hebben. Ook waren er twijfels over de invloed van haar moeder overste, Mechtildis, en haar geestelijke leidsman E.H. August Raeymaekers, deken te Herentals en later te Turnhout.

### Overlijden

Zuster Rumolda op haar doodsbed, met op haar handen de stigmata.

Zuster Rumolda overleed op 13 maart 1948. Ze had aan haar overste gezegd dat ze wilde sterven aan kanker, en dit gebeurde ook. In de twee dagen na haar dood vond de laatste groet plaats. Het lichaam van Rumolda werd door haar omgeving als heilig aanschouwd, zo raakten mensen met voorwerpen de stigmata-wonden aan en werden de korsten van haar wonden bewaard.

## Nagedachtenis
Hoewel zuster Rumolda bekendstaat als 'het heilig nonneke van Herentals', is zij niet heiligverklaard.
In 1994 werd de Werkgroep Zuster Rumolda opgericht, met als doel 'de gedachtenis aan het leven van zuster Rumolda op een serene wijze levendig te houden tot verdieping van het geloofsleven'. Hun Contactblad Zuster Rumolda werd uitgegeven tussen 1991 en 2006. Daarnaast organiseerde de werkgroep ontmoetingsdagen en gebedsstonden aan haar graf. Er werd ook een museum opgericht, een boek uitgegeven en een jubileumviering verzorgd. De werkgroep streeft naar de heiligverklaring van zuster Rumolda. Het archief van de werkgroep en de zuster wordt sinds 2023 bewaard bij het Ruusbroecgenootschap.

## Afbeeldingen

Zuster Rumolda bij haar intrede in het Franciscanessenklooster
De duivel getekend door zuster Rumolda
Boerderij waar zuster Rumolda werkte in het klooster
Bloed op het kapje van zuster Rumolda
Ringen van zuster Rumolda, met de inscripties
De familie Van Beek
De door de duivel besmeurde missaal van zuster Rumolda
Zusters van het klooster aan Rumolda's doodsbed
Zicht op het altaar in de kamer van zuster Rumolda
Zicht op het bed van zuster Rumolda